# Telepizza

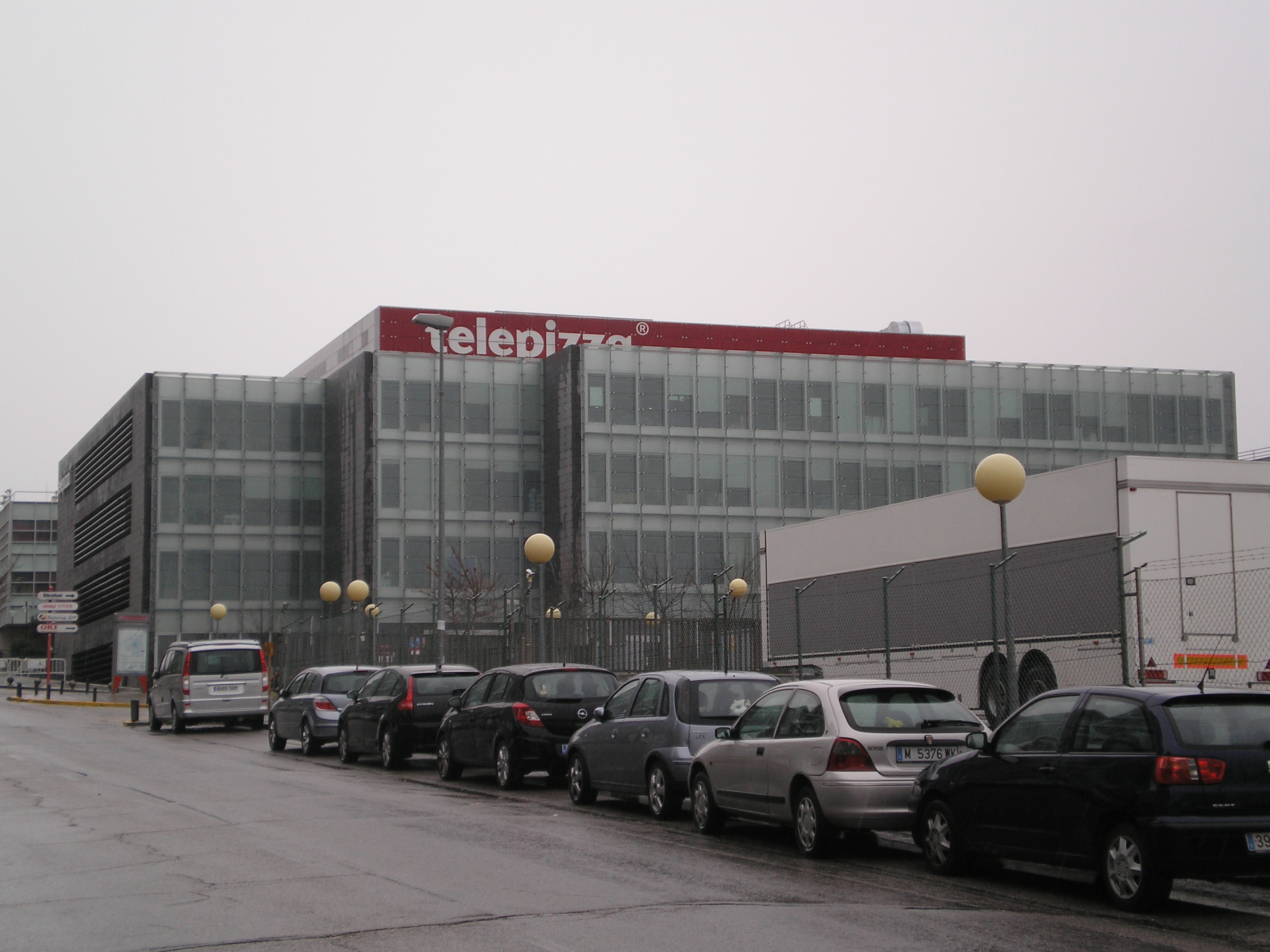
Hauptsitz des Unternehmens in San Sebastián de los Reyes in der Autonomen Gemeinschaft Madrid

Telepizza ist ein spanisches Unternehmen mit Hauptsitz in San Sebastián de los Reyes, das als Franchisinggeber für eine Kette von Schnellrestaurants in Europa, Asien, Afrika und Südamerika auftritt.
Telepizza wurde 1987 als Familienbetrieb in Madrid gegründet und unterhielt einen Pizzaservice, über den bestellte Produkte nach Hause geliefert werden konnten. Im Jahr 1993 wurden mithilfe eines Franchising-Systems erste Pizzerien in Polen, Portugal und Chile eröffnet. Drei Jahre später, 1996, führte Telepizza einen Börsengang durch. In den folgenden Jahren expandierte das Unternehmen durch sein Franchising-Modell in weitere Länder auf mehreren Kontinenten, darunter Iran 2017, und weitete sein Online-Bestellsystem aus. Nach einem Übernahmeangebot der Private-Equity-Gesellschaft Permira 2006 wurde Telepizza an den Beteiligungs-Konzern verkauft. Diese Beteiligung endete 2016 durch einen neuerlichen Gang an die Börse. Nach eigenen Angaben wurden 2019 von über 1300 Filialen in mehr als 15 Ländern mehr als 55 % von Franchise-Nehmern betrieben.